# Apple钱包
Apple钱包（英語：Apple Wallet），或简称为“钱包”，前称Passbook，是苹果公司于iOS和watchOS上推出的数字钱包应用，该应用允许用户存储钱包凭证，如优惠券、登机牌、学生证、身份证、员工工牌、游乐园通行证、车钥匙、家庭钥匙、活动门票、公共交通卡、商店回馈卡等。从iOS 8.1起，钱包通过Apple Pay支持使用信用卡、借记卡和预付卡进行支付。

## 历史
Apple Passbook宣布于2012年6月11日举办的的苹果全球开发者大会，并于2012年9月19日随iOS 6发布。随着2015年9月16日iOS 9的发布，该应用更名为“Apple 钱包”。
从iOS 9开始，“钱包”支持包含Aztec、PDF417和QR二维条形码以及Code 128一维条形码的“凭证”，凭证可用于优惠券或门票。当用户第一次打开钱包应用时，会出现一个简短的介绍界面，其中有一个链接邀请用户浏览App Store上与钱包集成的应用。通行证也可以通过Safari浏览器在线分发，通过电子邮件发送给用户，或使用钱包中的内置扫描仪进行扫描。
凭证在iOS设备之间使用iCloud进行同步，OS X 10.8.2及以后的版本的Mac也支持打开凭证以发送至用户的iOS设备。该应用仅在安装了iOS 6或更高版本的iPhone和iPod Touch上可用，其在iPad上不可用。

## 功能
- 支持以下类型的二维条码： Aztec、PDF417和QR。
- 支持以下类型的一维条码： Code 128（iOS 9起）。
- 根据地理位置触发。每个通行证最多可以添加10个位置。位置被编程为GPS坐标（经度、纬度和海拔）和/或iBeacon的UUID（UUID是通用唯一标识符，是一串32个字符的ASCII码或使用PassKit API自动生成的编码）。
- 根据凭证的时间触发。
- 多语言凭证支持。钱包中的每个凭证可以存储多达35种语言[6]。
- 凭证的更新可以由凭证提供者通过Apple推送通知服务推送，或由用户手动更新。

### 快捷模式与省电模式
快捷模式前称“快捷交通卡”，于iOS 12.3中推出。该功能允许用户使用支持的付款卡或储值交通卡（如交通联合、八达通或Suica）支付某些公共交通网络的行程，而不需要验证触控ID或面容ID或是唤醒设备。一旦将支持的付款卡或交通卡设置为快捷交通卡，用户只需将设备靠近读卡器，既可完成付款过程。
自推出以来，快捷模式已经随着“钱包”支持的卡片类型的数量而扩大。截至2023年，家庭钥匙、交通卡、门禁卡、校园卡、酒店钥匙和车钥匙都都可以搭配快捷模式使用。然而，如果某些通行证是同一类型或来自同一发行人，苹果限制其与快捷模式一起使用。例如，一个用户只能有一张校园卡和一个汽车钥匙设置为快捷模式。
在iPhone XR、iPhone XS或iPhone SE（第二代）及后续机型上，设备因电池耗尽而关闭电源后，快捷模式卡片可通过备用电量使用5小时。按下侧边按钮或主屏幕按钮后，低电量图标图标下会出现可使用快捷卡的文字。付款卡不能通过省电模式使用，即使是为了支付交通费。此外，省电模式功能不适用于所有的Apple Watch型号。

## 应用生态

“添加到 Apple 钱包”标识

凭证属于一个更大的生态系统中，每个凭证都是一个整合包。其中有通过凭证签名创建的凭证模板，相关数据和私钥。凭证可通过PassKit API随时更新，iOS应用可与存储在“钱包”中的凭证直接交互。凭证由“钱包”应用储存和管理。系统和应用通过PassKit API与凭证交互。在其最简单的交互形式中，一个凭证与一个系统之间的互动（或交易）是由二维条码或现代QR码完成的，虽然这需要用户的活动来完成。

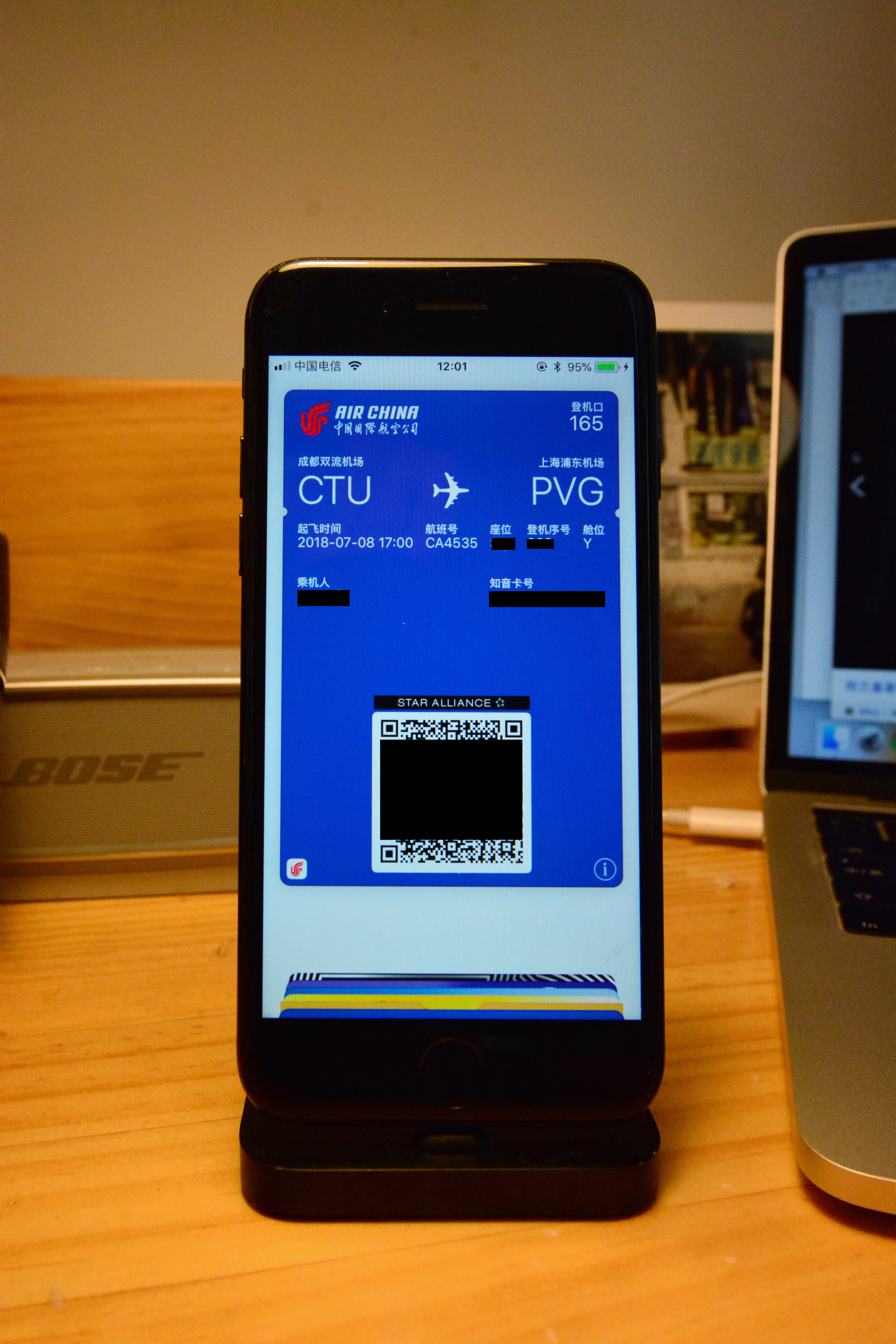
一台iPhone 7上，Apple 钱包中的一张中国国际航空的电子登机牌

2014年末，第一批利用iBeacon无线地理围栏的已知案例开始出现在美国的零售场所。iBeacon解决方案允许零售商在蓝牙范围内向智能手机推送未经请求的锁屏通知。
2015年，苹果开始支持通过NFC向付款终端出示“钱包”中回馈卡的功能。沃尔格林作为使用该功能的零售商，其通过“Balance Rewards”会员计划运用了这一功能；用户可以通过沃尔格林或Duane Reade的应用中将他们的会员卡添加到“钱包”中，将设备靠近终端即可录入会员卡。
2016年，苹果发布了iPhone 7，并于日本推出了支持Suica的Apple Pay。该IC卡片使用FeliCa的非接触式技术实现。用户还可以使用“钱包”中的借记卡或信用卡直接在设备上为IC卡充值。Suica可以在“钱包”中以直接购买，或者于东日本旅客铁道的车站中购买实体卡片后将卡内余额转移到iPhone上。日本的第二张主流IC卡PASMO也于2020年末登陆Apple 钱包。
2018年，“钱包”对部分大学的非接触式学生证添加了支持。该凭证的操作方式与RFID实体卡类似，将设备靠近免接触式读卡器即可。部分iPhone上的省电模式功能允许在电源耗尽时继续使用启用了快捷模式的学生证。
2020年，兼容的宝马车型的车钥匙可添加至Apple 钱包中。这种类型的钥匙可以与朋友和家人分享，并且可以为每个成员设置权限，例如限制速度以及启用/禁用一些车辆的特定功能。除了NFC之外，这种凭证还可以通过超宽带实现。
2021年，苹果宣布能够在“钱包”中存储政府颁发的身份证、度假通行证、家庭钥匙和员工工牌。截至2024年8月，美国已有亚利桑那、俄亥俄、科罗拉多、马里兰及佐治亚州五个州提供了在“钱包”应用中存储驾照或州身份证。
2022年，苹果宣布了一项新功能，允许用户在“钱包”中追踪通过Apple Pay支付的订单。

## 票卡的掃描與兌換
| 名稱            | 支援的條碼 | 支援的條碼 | 支援的條碼 | 備註 |
| 名稱            | QR         | PDF417     | Aztec      | 備註 |
| --------------- | ---------- | ---------- | ---------- | --- |
| Pass Scanner    | 可         | 否         | 否         | 一套可掃描票卡（和QR碼的應用程式） |
| Pass Verifier   | 可         | 可         | 可         | 一套可掃描並驗證Passbook票卡的應用程式： - 掃描：可直接掃描條碼並將票卡加入Passbook - Verify：發行單位可對票卡進行驗證（在商店內進行），支援線上和離線驗證模式，並可透過API與其他應用程式整合。                                                                                    |
| CodeREADr       | 可         | 可         | 可         | 一套在iOS和Android系統上運作的軟體，可掃描Passbook的票卡後將資料送至後台伺服器來兌換票卡內容。支援線上和離線驗證模式。 |
| PassCheckout    | -          | -          | -          | 一套應用程式和網路服務，可讓商家掃描並處理經由PassKit發行的Passbook票卡。 |
| Pass2U Checkout | 可         | 可         | 可         | 由Pass2U所提供的核銷服務，僅核銷驗證從Pass2U平台上所發行的票卡(www.pass2u.net)，支援iOS / Android App與網頁版。 |
| Pass2U Wallet   | 可         | 可         | 可         | 一套可掃描並驗證Apple Wallet(Passbook)票卡的應用程式，由Pass2U所提供的錢包服務，支援iOS / Android App。 - 掃描：可直接掃描條碼並將票卡加入Apple Wallet / Pass2U Wallet。 - 驗證：發行單位可對票卡進行驗證（在商店內進行），支援線上和離線驗證模式，並可透過API與其他應用程式整合。 |

## 提供票卡的公司

### 航空公司
以下航空公司目前支援Wallet票卡服務：
- 國泰航空
- 長榮航空
- 港龍航空
- 芬蘭航空
- 愛琴海航空
- 中国国际航空
- 中国东方航空
- 中国南方航空
- 加拿大航空[23]
- 法國航空[24]
- 阿拉斯加航空
- 俄羅斯航空（僅限俄羅斯境内出發航線）
- 全日空（僅限日本國內航線）[25]
- 樂桃航空
- 美國航空
- 中華航空
- Atlasjet（英语：Atlasjet）
- 哥倫比亞航空
- 英國航空[26]
- 布魯塞爾航空
- 美國達美航空[27]
- EasyJet[28]
- 夏威夷航空
- 西班牙國家航空
- 荷蘭皇家航空[29]
- 德國汉莎航空
- 德國之翼
- 馬來西亞航空
- 飛鳥航空[30]
- Porter Airlines
- 澳洲航空
- 北歐航空[31]
- S7航空[32]
- 瑞士國際航空
- 巴西天馬航空
- TAP葡萄牙航空[33]
- 土耳其航空
- 美國聯合航空
- 维珍大西洋航空[34]
- 維珍澳洲航空[35]

### 其他大眾運輸系統
以下大眾運輸系統目前支援Wallet票卡服務：
- 美鐵 – 鐵路運輸公司

### 其他公司
其他目前支援Wallet票卡服務的公司：
- AMC電影院 – 連鎖電影院
- 辛尼布萊克娛樂公司（英语：Cineplex Entertainment） – 連鎖電影院
- Eventbrite（英语：Eventbrite） – 活動門票販售
- REI – 戶外用品零售商
- 丝芙兰（Sephora） - 化妝品連鎖店
- 星巴克[36]– 連鎖咖啡店
- StubHub（英语：StubHub）[37]– 活動門票販售
- 赛百味（Subway） - 連鎖速食店
- Ticketmaster – 活動門票販售
- Walgreens - 美國連鎖藥局

## 資料來源
1. ↑  . Apple Support. Apple Inc. 2018-10-06  [2018-10-06]. （原始内容存档于2019-11-18）.
2. ↑  Trew, James. . Engadget. AOL. June 11, 2012  [2012-09-22]. （原始内容存档于2019-06-21）.
3. 1 2  . Macworld.   [2023-03-28]. （原始内容存档于2023-03-28） （英语）.
4. ↑  Brandom, Russell. . The Verge. Vox Media. 2015-09-09  [2016-11-10]. （原始内容存档于2016-10-25）.
5. ↑  . Apple Inc.  [2012-09-26]. （原始内容存档于2013-11-01）.
6. ↑  . （原始内容存档于2014-08-10）.
7. ↑  . Apple Support.   [2019-07-18]. （原始内容存档于2019-07-18）.
8. ↑  . 2022-07-26  [2023-04-05]. （原始内容存档于2023-06-06）.
9. ↑  . Apple Support.   [2023-03-21]. （原始内容存档于2023-04-05） （英语）.
10. ↑  .   [2016-02-20]. （原始内容存档于2016-03-04）.
11. ↑  . Marketing Land. 2016-04-19  [2018-04-16]. （原始内容存档于2019-09-08） （美国英语）.
12. ↑  Caldwell, Serenity. . iMore.   [2018-04-16]. （原始内容存档于2019-05-24） （英语）.
13. ↑  . Apple Newsroom.   [2022-08-25]. （原始内容存档于2020-05-24） （英语）.
14. ↑  . MacRumors.   [2023-04-05]. （原始内容存档于2023-04-07） （英语）.
15. ↑  . Apple Newsroom.   [2021-05-18]. （原始内容存档于2023-04-07） （美国英语）.
16. ↑  . Apple Support.   [2021-05-18]. （原始内容存档于2023-04-05） （英语）.
17. ↑  . www.press.bmwgroup.com.   [2021-05-18]. （原始内容存档于2023-04-07） （英语）.
18. ↑  Kennedy, Sarah. . MotorBiscuit. 2024-08-05  [2024-08-06]. （原始内容存档于2024-08-06） （美国英语）.
19. ↑  . learn.wallet.apple.   [2023-02-11]. （原始内容存档于2023-06-08）.
20. ↑  . Apple.   [2022-06-12]. （原始内容存档于2022-06-23） （美国英语）.
21. ↑  . Nov 16, 2012  [Jan 8, 2013]. （原始内容存档于2013-10-19）.
22. 1 2  . PassbookInfo.   [2012-10-20]. （原始内容存档于2013-02-16）.
23. ↑  .   [2012-10-30]. （原始内容存档于2013-06-22）.
24. ↑  .   [18 June 2013]. （原始内容存档于2013-06-30）.
25. ↑  . All Nippon Airways.   [2013-06-09]. （原始内容存档于2013-06-02） （日语）.
26. ↑  .   [2013-07-10]. （原始内容存档于2013-07-23）.
27. ↑  . （原始内容存档于2013-02-16）.
28. ↑  .   [2013-07-10]. （原始内容存档于2013-07-17）.
29. ↑  .   [2013-07-10]. （原始内容存档于2013-07-13）.
30. ↑  .   [2013-07-10]. （原始内容存档于2013-03-18）.
31. ↑  . Apple Inc. 2013-06-07  [2013-06-09]. （原始内容存档于2014-03-01）.
32. ↑  .   [2013-07-10]. （原始内容存档于2013-12-02）.
33. ↑  .   [2013-07-10]. （原始内容存档于2013-03-13）.
34. ↑  .   [2013-07-10]. （原始内容存档于2013-02-06）.
35. ↑  . Virgin Australia. 2012-09-18  [2013-02-13]. （原始内容存档于2013-01-27）.
36. ↑  . Starbucks. 2012-10-15  [2013-07-10]. （原始内容存档于2013-07-04）.
37. ↑  . StubHub.   [1 Oct 2012]. （原始内容存档于2013-01-25）.

## 外部連結
- 蘋果公司官方網站的介紹 （页面存档备份，存于）（英文）